# Elena Ferrante
Elena Ferrante (Nàpols, 1943) és una escriptora italiana. Elena Ferrante és el pseudònim d'una escriptora sobre la qual hi ha molt poca informació. Hi ha qui sospita que podria ser Domenico Starnone, Anita Raja (muller de Starnone) o Goffredo Fofi. No obstant això, hi ha els qui també diuen que va néixer a Nàpols, després es va mudar a Grècia i finalment a Torí. En una entrevista atorgada via correu electrònic al periodista Paolo Di Stefano, Ferrante va declarar: "No em penedeixo del meu anonimat. Descobrir la personalitat de qui escriu per mitjà de les històries que proposa, dels seus personatges, dels objectes i paisatges que descriu, del to de la seva escriptura no és sinó una bona manera de llegir". El 2002 va publicar I giorni dell'abbandono (Els dies de l'abandó). L'any següent se'n va estrenar la pel·lícula, dirigida per Roberto Faenza.

## Anonimat
Tot i ser reconeguda com una novel·lista d'escala internacional, Ferrante ha mantingut la seva identitat en secret des de la publicació de la seva primera novel·la el 1992. Per mitjà de l'especulació i anàlisi de les seves entrevistes i el contingut dels seus llibres, s'han creat algunes teories.

El 2003, Ferrante va publicar La Frantumaglia, un conjunt de cartes, assajos, reflexions i entrevistes que il·lustren el seu entorn. El 2013, en un article per The New Yorker, el crític James Wood va resumir el que és generalment acceptat sobre Ferrante, basant-se, en part, en cartes recollides en aquest volum:
... diverses de les seves cartes han estat recollides i publicades. D'elles, se n'aprèn que va créixer a Nàpols, i ha viscut períodes fora d'Itàlia. Té una llicenciatura en filologia clàssica; s'ha referit al fet de ser mare. També es podria deduir de la seva ficció i de les seves entrevistes que ara no està casada. A més d'escriure: "Estudio, tradueixo, ensenyo".
El març de 2016, Marco Santagata, un novel·lista i filòleg, especialitzat en Petrarca i Dante i professor a la Universitat de Pisa, va publicar un article detallant la seva teoria sobre la identitat de Ferrante. L'article es dirigia cap a una anàlisi filològica de l'escriptura de l'autora, un estudi detallat sobre les característiques del paisatge urbà de Pisa descrit a la novela i el fet que l'autora mostra un total coneixement sobre l'entorn polític modern d'Itàlia. Basat en aquesta informació, Santagata va concloure que Ferrante havia viscut a Pisa, però deixà la ciutat el 1966. Amb aquesta informació va identificar Marcella Marmo, una professora resident a Pisa de 1964 a 1966 com a possible autora de l'obra d'Elena Ferrante. Tant Marmo com l'editor van negar la identificació de Santagata.
L'octubre de 2016, el reporter d'investigació Claudio Gatti publicà un article conjunt a Il Sole 24 Ore i Frankfurter Allgemeine Zeitung que es basava en registres financers relacionats amb transaccions immobiliàries i pagaments de royalties per treure la conclusió que Anita Raja, una traductora establerta a Roma, és l'autora real rere el pseudònim de Ferrante. L'article fou criticat per molts en el món literari per considerar-se violació de la privacitat de Raja. Així i tot, Gatti sosté que "anunciant que hi mentiria alguna vegada, Ferrante ha renunciat en certa manera al seu dret a desaparèixer darrere dels seus llibres i a deixar-los viure i créixer mentre el seu autor seguia sent desconegut. De fet, ella i la seva editorial semblen haver alimentat l'interès públic en la seva veritable identitat." El novelista britànic Matt Haig penjà un tuit ‘’Penseu que la recerca de descobrir el real" Elena Ferrante és una disbauxa i també inútil. La veritable veritat d'un escriptor són els llibres que escriuen.L'escriptora Jeanette Winterson denuncià les investigacions de Gatti com a malicioses i sexistes:
‘’Al fons de l'anomenada investigació sobre la identitat de Ferrante hi ha una indignació obsessiva per l'èxit d'una escriptora —una dona— que va decidir escriure, publicar i promoure els seus llibres segons els seus propis termes."
Altres, però, han suggerit que el coneixement sobre la biografia de Ferrante és rellevant. Segons Winterson, el desig de revelar la identitat de l'autora constitueix un acte de sexisme, basant-se en l'assumpció que Gatti prové d'un país catòlic amb un sistema patriarcal profundament arrelat. De fet, la peça de Winterton publicada a The Guardian no diu res més que això sobre Gatti.
El desembre de 2016, el controvertit humorista italià, Tomasso Debenedetti, publicà al diari El Mundo una suposada entrevista amb Raja, on confirmà que és Elena Ferrante. Posteriorment, això va ser ràpidament negat per l'editorial de Ferrante, que va titllar l'entrevista de falsa.
El setembre del 2017, un equip d'estudiosos, informàtics, filòlegs i lingüistes de la Universitat de Pàdua va analitzar 150 novel·les escrites en italià per 40 autores diferents, inclòs set llibres d'Elena Ferrante, però cap de Raja. A partir de l'anàlisi mitjançant diversos models d'atribució d'autoria, van concloure que el marit d'Anita Raja, l'autor i periodista Domenico Starnone, és l'autor probable de les novel·les de Ferrante. Raja ha treballat per a E/O Publishing com a editor de còpies i ha estat editant llibres de Starnone durant anys. Ferrante ha negat diverses vegades els suggeriments que ella és en realitat un home, i va dir a Vanity Fair el 2015 que les preguntes sobre el seu gènere tenen el seu origen en una presumpta "debilitat" de les escriptores femenines.

## Adaptacions
Dues de les novel·les de Ferrante han estat traslladades a pel·lícules. L'amore molesto va esdevenir la pel·lícula Nasty Love dirigida per Mario Martone, mentre que Il giorni dell'abbandono esdevení una pel·lícula del mateix títol dirigida per Roberto Faenza. En el seu llibre de no-ficció Fragments (La frantumaglia, 2003), Ferrante parla de les seves experiències com a escriptora.
El 2016, va ser anunciat que la tetralogia Dues Amigues era en procés d'esdevenir una sèrie de televisió de 32 episodis, coproduïda pel productor italià Wildside per Fandango Productions, amb Francesco Piccolo com a guionista. El setembre de 2018, la sèrie coproduïda per HBO i les plataformes italianes RAI i TIMvision, fou emesa al Festival de Cinema de Venècia. El novembre de 2018, HBO va començar a emetre la minisèrie completa de vuit episodis, centrant-se en el primer llibre de la saga L'amiga genial.

## Obres
Novel·les
- L'amore molesto, Roma, Edizioni e/o, 1992.
- I giorni dell'abbandono, Roma, Edizioni e/o, 2002.
- La figlia fosca, Roma, Edizioni i/o, 2006.
- L'amica geniale, Roma, Edizioni e/o, 2011. (‘’L’amiga genial’’. Traducció de Marta Hernández Pibernat. Barcelona: La Campana, 2015. ISBN 978-84-16457-18-2)[22]
- Storia del nuovo cognome. L'amica geniale volume secondo, Roma, Edizioni e/o, 2012. (‘’Història del nou cognom’’. Traducció de Cesc Martínez. Barcelona: La Campana, 2016. ISBN 978-84-16457-22-9)[23]
- Cronache del mal d'amore, Roma, Edizioni e/o, 2012.
- Storia di qui fugge e di chi resta. L'amica geniale volume terzo, Roma, Edizioni e/o, 2013. (‘’Una fuig, l’altra es queda’’. Traducció de Marta Hernández Pibernat. Barcelona: La Campana, 2016. ISBN 978-84-16457-39-7)
- Storia della bambina perduta, Roma, Edizioni e/o, 2014. (‘’La nena perduda’’. Traducció de Cesc Martínez. Barcelona: La Campana, 2016. ISBN 978-84-16863-02-0)

Contes per a joves
- La spiaggia di notte, Roma, Edizioni e/o, 2007.

Assajos
- La frantumaglia, Roma, Edizioni e/o, 2003.

## Guardons i honors
- 2016 - TIME 100 Most Influential People
- 2016 - nominada a Man Booker International Prize, per The Story of the Lost Child
- 2016 - Independent Publisher Book Award - Gold Medal (literary fiction), per The Story of the Lost Child
- 2014 - nominada a Best Translated Book Award, per The Story of a New Name